# Eddie Palmieri
Eduardo Palmieri Morales (Nueva York, 15 de diciembre de 1936-Hackensack, Nueva Jersey, 6 de agosto de 2025), conocido por su nombre artístico Eddie Palmieri, fue un pianista y compositor puertorriqueñoestadounidense de ascendencia corsa, fundador de los grupos La Perfecta, La Perfecta II y Harlem River Drive, reconocido como uno de los artistas más innovadores en la historia de la música hispana y uno de los pioneros de la salsa. Obtuvo el Premio Grammy en tres ocasiones: 1976, 1983 y 1985.

## Datos biográficos
Eduardo Palmieri Morales nace el 15 de diciembre de 1936 en la ciudad de Nueva York. De origen puertorriqueño y de ascendencia corsa, a los 11 años de edad audicionó en el Weil Recital Hall al lado del Carnegie Hall, lugar mucho más lejos del Bronx de lo que él pudo haber imaginado. Organizó su primera orquesta a la edad de 14 años. Durante la década de 1950, incursionó en la música tropical, en orquestas como la de Johnny Segui, Vicentico Valdez y Tito Rodríguez antes de formar su propia banda, la legendaria “La Perfecta” en 1961.

### Su primera banda
En 1961 crea su famoso "Conjunto La Perfecta", junto al trombonista Barry Rogers y el cantante Ismael Quintana. Con ellos debuta en el mundo del disco en 1962, justo en el momento en que las charangas estaban más de moda. Con el sonido de violines y flauta, Palmieri siguió aquella moda pero integrándole trombones y trompetas. Como amante confeso del Jazz, Eddie, desde entonces, se distinguió por ser un músico experimental. De ahí que su discografía en los años 1960 dejara como testimonio dos producciones con el jazzista Cal Tjader.
La Perfecta se disuelve en el año de 1968 por problemas económicos, pero a renglón seguido el aporte de Palmieri al pentagrama musical incluye discos como Lo que Traigo es Sabroso, del cual se derivó su primer éxito Muñeca.
En una etapa posterior, Eddie pasa de la compañía Alegre a Tico Records. Con éstos, produjo una serie de álbumes de gran éxito, como lo es la joya clásica de 1971 Vamonos pa'l Monte en el que incluía a su hermano Charlie Palmieri, como organista invitado.

### Primer Grammy
Su unión con el cantante Ismael Quintana tuvo un gran éxito hasta que este decidió lanzar su carrera como solista con la discográfica Fania Records. Es entonces cuando Eddie graba la producción The Sun of Latin Music con un nuevo cantante de nombre Lalo Rodríguez, de tan solo 16 años, y con él su álbum se convirtió en la primera producción latina en ganar un premio Grammy en 1976 (Anexo:Premios Grammy de 1976).
A final de la década de 1970, Eddie graba con el sello Coco Records. De esta época se destacan producciones como Unfinished Masterpiece, el cual también ganó un premio Grammy al año siguiente. Como otros artistas latinos del momento, Palmieri probó suerte con el sello discográfico estadounidense Epic Records, pero lamentablemente el experimento no resultó como él esperaba, por lo que esa unión duró poco tiempo.

### El álbum blanco
Lalo siguió los mismos pasos de su antecesor Ismael Quintana, dejando la Orquesta para lanzarse como solista. Hecho que provocó que volviera Ismael Quintana junto a Cheo Feliciano, que ya había tenido la oportunidad de grabar con Palmieri en el álbum de 1968 Champagne. Juntos dieron al mundo a conocer la gran producción Eddie Palmieri, también conocido como el Album blanco de Palmieri, en 1981.
También en la década de 1980 Eddie gana dos nuevos Grammy por sus producciones Palo pa' Rumba de 1983 y Solito de 1985. Por otra parte en 1987 graba al salsero Tony Vega en el álbum La Verdad.

### Latin jazz
A pesar del decaimiento de la Salsa, esto no ha detenido su empuje en el pentagrama musical. De esta manera pudo volver a incursionar en su otra pasión, el Latin Jazz, y seguir con la Salsa. De hecho graba en 1992 con La India, en la producción Llegó La India, vía Palmieri y en 1998 la producción El Rumbero del Piano en el cual vuelve a la salsa dura que siempre lo ha caracterizado.
Durante su larga trayectoria ha participado en conciertos y grabaciones con la Fania All Stars y Tico All Stars y se ha destacado como productor, arreglista, compositor y director de orquesta. Con el han laborado grandes músicos como Israel Cachao López, Alfredo Chocolate Armenteros, Lewis Khan y Bobby Valentín.

### Desde el 2000
Con la llegada del nuevo milenio, Palmieri había expresado su deseo de retirarse del ámbito musical, anuncio acompañado por la producción Masterpiece con el fallecido Tito Puente. Esta producción musical recibió aplausos de la crítica especializada ganando dos nuevos premios Grammy, llegando así a tener seis de esos premios.
También trajo producciones con el conjunto 'La Perfecta II' que nos traía una serie de canciones del anterior conjunto de Palmieri y álbumes jazzísticos de gran calidad como 'Listen Here'.
88 años de vida, 61 años en la música, 55 años en agrupaciones musicales y 45 años en las salas de grabación, le ameritan a Eddie Palmieri más de 35 trabajos musicales con su propia agrupación.
Eddie es considerado El Emperador de la Salsa, El Molestoso, El Rompeteclas, El Sol de la música Latina, o como dice Enrique Romero director de la revista "El Manisero" de Barcelona, España: Palmieri, es, de todos los pianistas de la Salsa y el Latín Jazz, sin discusión, el más moderno, el más estudioso, el más arriesgado, el más gozón, en una palabra el más revolucionario.
En el 2013 recibió el premio más prestigioso en jazz de los Estados Unidos, el NEA Jazz Master.

## Discografía
- La Perfecta (1962)
- El Molestoso (1963)
- Lo Que Traigo Es Sabroso, (1964)
- Echando Pa' Lante (Straight Ahead) (1964)
- Azúcar Pa' Ti (Sugar For You) (1965)
- Mambo Con Conga is Mozambique (1965)
- El Sonido Nuevo: The New Soul Sound (1966) (con Cal Tjader)
- Bamboleate (1967) (con Cal Tjader)
- Molasses (1967)
- Champagne (1968)
- Justicia (1969)
- Superimposition (1970)
- Vamonos Pa'l Monte (1971)
- Live at the University of Puerto Rico (1971)
- Harlem River Drive (1971)
- Recorded Live at Sing Sing Vol. 1 (1972)
- Recorded Live at Sing Sing Vol. 2 (1972)
- Sentido (1973)
- The Sun of Latin Music (con Lalo Rodríguez) (1974) - Ganador del premio Grammy a la mejor grabación latina en 1976
- Unfinished Masterpiece (1974) - Ganador del premio Grammy a la mejor grabación latina en 1977
- Eddie's Concerto (1976)
- Lucumi, Macumba, Voodoo (1978)
- Eddie Palmieri (1981)
- Palo Pa' Rumba (1984)
- Solito (1985)
- The Truth: La Verdad (1987)
- Sueño (1989)
- EP (1990)  "recopilatorio"
- Llegó la India Vía Eddie Palmieri (1992) (con La India)
- Palmas (1994)
- Arete (1995)
- Vortex (1996)
- El Rumbero del Piano (1998)
- Live! (1999)
- Masterpiece/Obra Maestra (2000) (con Tito Puente)
- En Vivo Italia (2002)
- La Perfecta II (2002)
- Ritmo Caliente (2003)
- Listen Here! (2005)
- Simpático (The Brian Lynch/Eddie Palmieri Project) (2006)
- Eddie Palmieri is Doin' it in the Park (2013)
- Sabiduría/Wisdom (2017)
- Full Circle (2018)
- Mi Luz Mayor (2018)

### Compilaciones
- The History of Eddie Palmieri (1975)
- Gold: 1973-1976 (1976)
- The Music Man (1977)
- Salsa Caliente de Nu York! (2001)
- Sugar Daddy (2007)
- El Virtuoso (2010)
- Salsa Brothers (2011)